# Sportpaviljoen
Het sportpaviljoen van Paleis Soestdijk is een rijksmonument in het park bij Paleis Soestdijk aan de Amsterdamsestraatweg 1.
Het sportpaviljoen werd gebouwd door J. de Bie Leuveling Tjeenk en A.J. van der Steur. Bij het paviljoen hoorden twee tennisbanen, een zwembad en een sportveld.
Het paviljoen met rieten kap staat op een lichte verhoging in het zuidwestelijke deel van de tuin. Links van de voorgevel is een zitkamer met halfronde uitbouw en openslaande deuren. Rechts is een dubbele gang met kleedkamers, toilet en doucheruimtes. Op de plaquette in de noordgevel staat de inscriptie Geschenk van de Nederlandse schooljeugd 1937. De oostgevel bevat naast elf identieke vensters ook het venster van de dienstbodekamer. De schilderingen boven de haard in de zitkamer zijn gemaakt door Dick Elffers. 
In de halfronde tuinmuur aan de zuidzijde van het paviljoen is het filtergebouw opgenomen. 
Het bijbehorende parkje werd geschonken bij de verloving van prins Bernhard en koningin Juliana en was een ontwerp van J. T. P. Bijhouwer.